# Ембзен
Ембзен (нім. Embsen) — громада в Німеччині, розташована в землі Нижня Саксонія. Входить до складу району Люнебург. Складова частина об'єднання громад Ільменау.
Площа — 22,66 км2. Населення становить 2802 ос. (станом на 31 грудня 2021).